# 延展性

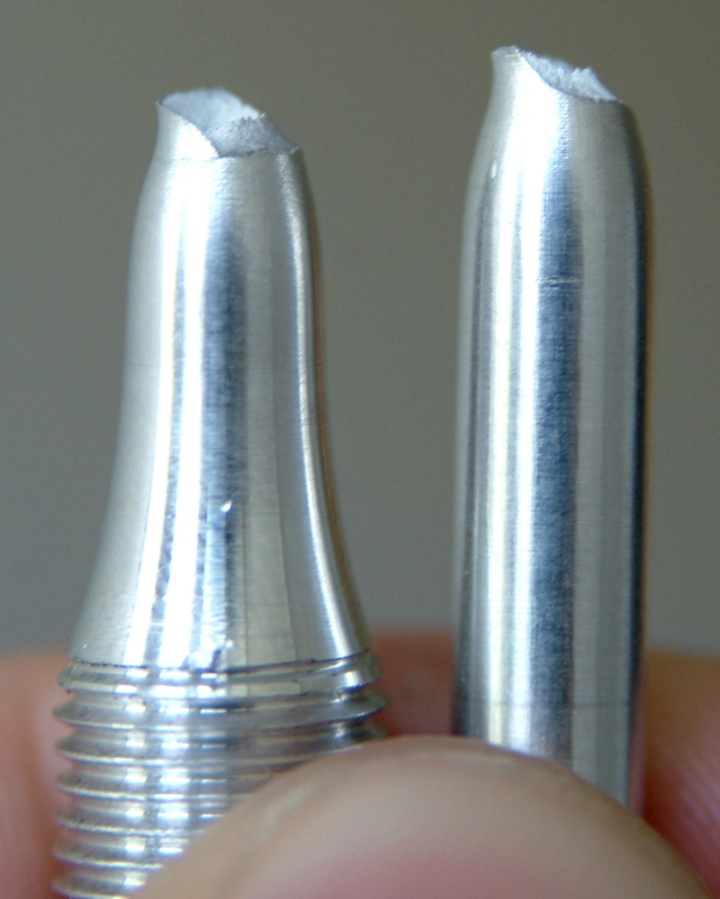
拉伸試驗後AlMgSi合金，產生中等延性的杯錐狀破裂面

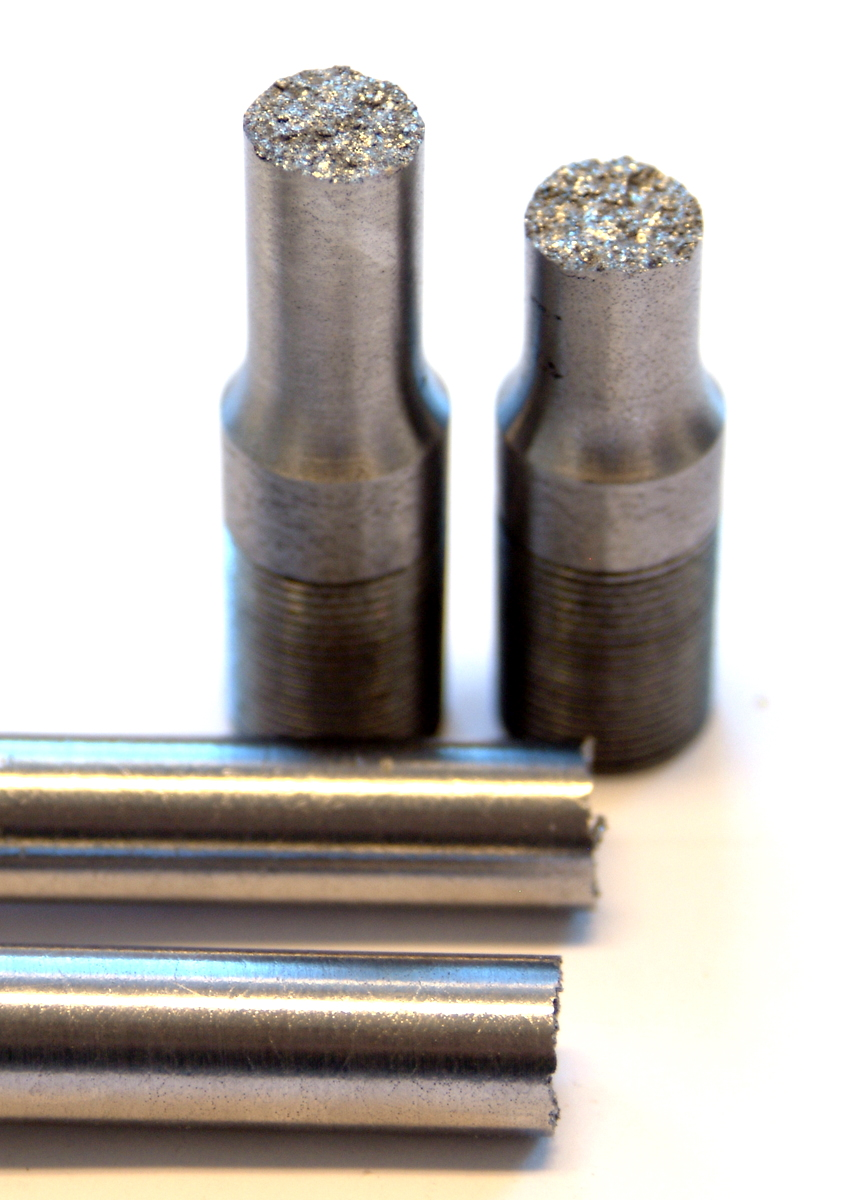
拉伸試驗後的鑄鐵，典型的脆性破裂.

延展性（英語：Ductility and Malleability），是物質的一種機械性質，表示材料在受力而產生斷裂（fracture）之前，其塑性變形的能力。延展性是由延性、展性兩個概念相近的機械性質合稱。常見金屬及許多合金均有延展性。
在材料科學中，延性（Ductility）是材料受到拉伸應力（tensile stress）變形時，特別被注目的材料能力。延性它主要表現在材料被拉伸成線條狀時。展性（Malleability）是另外一個較相似的概念，但它表示為材料受到壓縮應力（compressive stress）變形，而不破裂的能力。展性主要表現在材料受到鍛造或軋製成薄板時。延性和展性兩者間並不總是相關，如黃金具有良好的延性和展性，但鉛僅僅有良好的展性而已。然而，通常上因這兩個性質概念相近，常被稱為延展性。

## 各科學領域上

### 地質學
在地球科學中，脆韌轉換帶（brittle-ductile transition zone）是一個地層帶，在大陸地殼約15（9英里）深，在冰川下的脆性-延性轉換帶則約在30（100英尺）深，在這轉換帶岩石的韌性減弱且傾向延性變形。然而，在就算在轉換帶之上，延性變形依然有機會發生，在轉換帶之下，物質也有可能發生韌性變形。這轉換帶的產生是因隨深度越深，壓力越大，韌性減弱，另一方面隨著溫度提高，使延性變強。
而轉換帶就產生在延性超過韌性之時。

### 材料科學

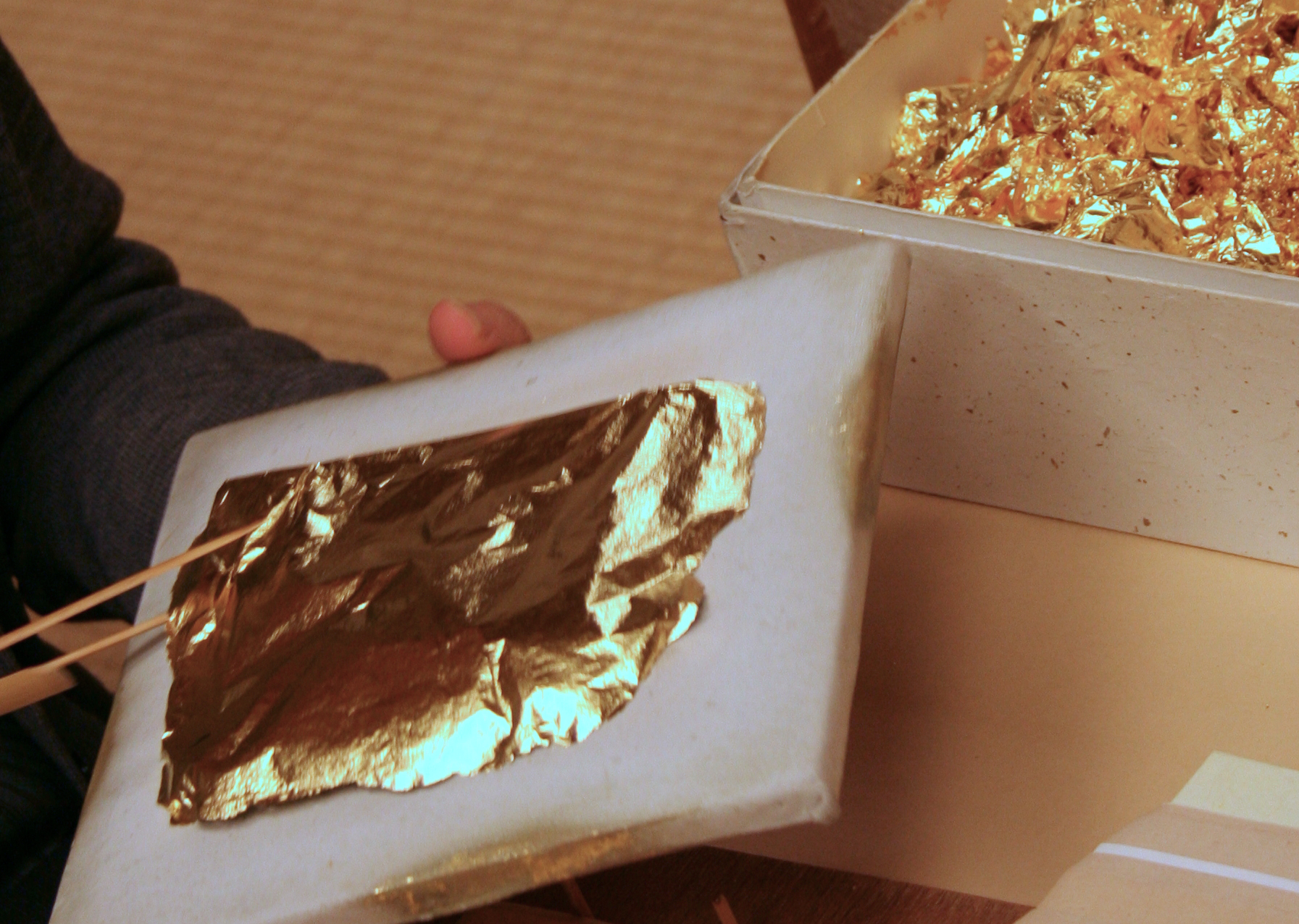
因為黃金高延展性的關係，可製造金箔狀的葉片

延展性在金屬加工特別重要，當材料在受壓狀態下，若是產生裂縫或斷裂是不能運用在金屬成形如鍛造、輥軋（rolling）、抽製（drawing）等過程中的，展性材料能運用於沖壓和壓製，然而脆性材料和塑膠則只能用鑄造或射出成形的方式加工。
一般而言，以金屬鍵鍵結為主的金屬材質通常認為是延展性物質，材料之所以產生高延展性，是因為金屬鍵外層價電子並沒有被束縛，且原子間共用遊走於空價軌域的電子雲，這些自由電子允許金屬原子可以彼此間透過滑移通過，而不會像其他材料會產生的強排斥力，造成破裂。
延性可透過破裂應變{\displaystyle \varepsilon _{f}}量化，在這破裂應變是指歷經單軸拉伸試驗時的工程應變。另外還有另一種普遍的測量法，即算發生破裂時的面積收縮百分比{\displaystyle q}.。
以下列出有延展性相當良好的金屬：金、銀、鉑、鐵、鎳、銅、鋁、鋅和錫。然而，鋼鐵的延性視合金的成分而定，碳含量越高延性下降。另外，許多塑膠材料和非晶形固體，如培樂多（Play-Doh）等，具有展性。

### 延脆轉移溫度

在拉伸試驗後，不同金屬材料產生不同的破斷面.
(a)脆性破裂
(b)中等延性破裂
(c)高延性破裂

金屬的延脆轉移溫度（DBTT），又稱「無延性溫度」（NDT）或稱「脆性轉變溫度」，是當金屬溫度下降至某一點時，其性質延性轉變成脆性時的溫度。通常此溫度確定需通過衝擊破裂試驗，但測量設定上沒有一套明確的標準。測驗時當到達某一點，可承受的耐破裂能量將會低於假設的某一值（通常鋼鐵傳統上設定是40J），即延脆轉移溫度。延脆轉移溫度相當重要，因為一旦金屬材料低於延脆轉移溫度時，若遭受到很大的衝擊，將會傾向產生巨大碎裂，而不會彎曲或變形。舉一個例子，鋅合金3（zamak 3）在室溫下有良好延性，但在零度以下的環境時，在衝擊下它會很容易碎裂。因此當物體若會受到工程應力，考慮選擇合適的金屬材料時，延脆轉移溫度相當重要。另外，較相似的案例是玻璃轉換溫度，它發生在玻璃和高分子上，但它的機構是否為非晶形材料而有所不同。
然而，有些金屬的延脆轉移並不會很明顯，如體心立方（BCC）晶體結構的金屬它的轉移就比面心立方（FCC）晶體結構的還來得明顯。延脆轉移溫度也受到外界因素影響，如中子輻射會造成內部結晶缺陷（lattice defect），使延性下降，延脆轉移溫度提高。

### 延性断裂
當延性材料發生断裂時，稱為延性断裂（ductile fracture）。當金屬受到一作用應力，它可能是張力、應力、剪力或扭力，試品一開始將會產生塑性變形，然而隨著試品延性程度不同而有不同的斷裂面。在高延性試品中，試品會產生塑性變形，直到頸縮至斷裂。而中等延性試品形變至中等頸縮時，接著頸縮部位的中心截面會產生小孔穴，或產生微小空孔。當繼續受力變形，這些截面的小空孔會逐漸擴大，合併成一道裂縫，最後靠外部的裂縫會與軸方向呈45°剪力破壞，使破斷面呈杯錐狀断裂。
延性断裂對材料而言較有利，因為發生脆性斷裂（brittle fracture）時，幾乎沒有預警之下就發生斷裂，且脆性材料產生裂痕後，就算不再增加作用應力，裂痕仍可自發擴大。然而，當延性材料產生裂痕，除非繼續增加作用應力，不然裂痕是不會再擴大，且延性断裂前會產生大量形變，可提供断裂即將來臨的警訊，以利採取預防措施。

## 外部連結
- Ductility definition at engineersedge.com （页面存档备份，存于）